# Georg Lasius

Georg Lasius (1886)

Georg Lasius (* 15. April 1835 in Osternburg; † 28. Juni 1928 in Zürich; vollständiger Name: Georg Christian Otto Lasius) war ein deutsch-schweizerischer Architekt und Hochschullehrer in Zürich.

## Leben und Wirken
Georg Lasius entstammte einer norddeutschen Baumeister- und Baubeamtendynastie. Sein Großvater war Georg Siegmund Otto Lasius (1752–1833), sein Vater war der Architekt Otto Lasius (1797–1888). Seine Mutter war die Schweizerin Henriette Juliane Lasius geb. Baylon (1802–1855), die Tochter eines Fayancen-Manufakturbesitzers vom Genfersee. Er diente von 1851 bis 1853 zunächst als Matrose und fuhr zur See. 1854 bis 1857 studierte er Architektur am Polytechnikum Hannover, wo er bei Conrad Wilhelm Hase auch praktisch arbeitete. Während seines Studiums in Hannover wurde Lasius Mitglied des dortigen Corps Saxonia. 1859 setzte er seine Studien bei Gottfried Semper am Polytechnikum Zürich fort. Nach dem Staatsexamen (1860) und kurzer Architektentätigkeit im Herzogtum Oldenburg habilitierte er sich 1862 am Polytechnikum Zürich als Privatdozent für Architektur. Danach hielt er sich vorübergehend in Paris auf. 1863 kehrte er nach Zürich zurück, wurde 1864 „Hülfslehrer“ und erhielt 1867 eine Professor für Baukonstruktionslehre und architektonisches Zeichnen. 1873 wurde Lasius als Nachfolger Gottfried Sempers Vorsteher der Bauschule, dieses Amt hatte er bis 1905 inne. Eng befreundet war Lasius mit dem Kunsthistoriker Wilhelm Lübke aus Dortmund, der 1861 bis 1866 am Polytechnikum lehrte. Lasius begleitete ihn auf Studienreisen und steuerte für die Holzschnitte seiner Bücher Zeichnungen bei. 1875 erlangte Lasius schenkweise (ehrenhalber) das schweizerische Heimatrecht in Zürich.
Mit Ende des Sommersemesters 1923 trat Lasius „nach sechzigjährigem Wirken an der E. T. H. und als Nestor des Lehrkörpers“ zurück, arbeitete aber weiter an seiner Hochschule. Fünf Jahre nach seiner Emeritierung starb er 1928 dreiundneunzigjährig als ältester Bürger Zürichs.

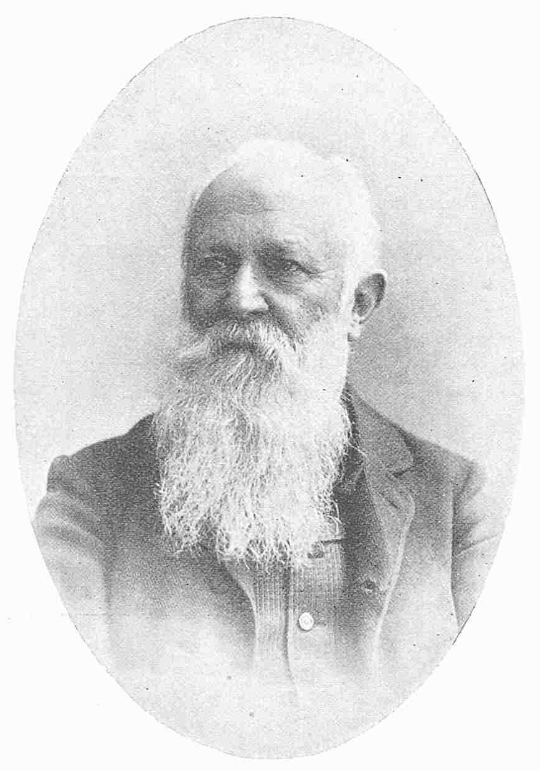
Georg Lasius, Altersbildnis

Als Architekt übernahm Lasius die Neorenaissance-Formensprache seines Mentors Gottfried Semper. Durch Einführung norddeutscher Bautechniken gilt Lasius als bautechnischer Pionier in der Schweiz. So löste er in Zürich einen „Boom des Bauens mit Sichtbackstein aus, der weite Teile der Stadtquartiere prägen sollte und bis 1914 andauerte.“ Eine frühe Form energieeffizienten Bauens waren seine zweischaligen Ziegelwände mit Luftschicht. Visionär äußerte er sich bereits 1879 zur energetischen Optimierung von Gebäudeaußenhüllen.

## Zitat
«Es ist aber gewiss richtiger, ein etwas grösseres Baucapital für besser construirte Wände und Zimmerverschlüsse aufzuwenden, um in der täglich wiederkehrenden Ausgabe für Heizung zu sparen, als umgekehrt. Ja, wenn nur die nöthige Einsicht und das Verständniss im Publikum dafür vorhanden wäre, müsste es sich selbst bei Speculationsbauten lohnen, so zu handeln, wo es sonst begreiflich nicht geschehen wird.»

## Privates
Georg Lasius war dreimal verheiratet. Seine vier Kinder waren der Maler, Grafiker und Schriftsteller Otto Lasius (1866–1933), der Architekt Theodor Lasius (1868–1938), der Maler Wilhelm Lasius (1871–1956) sowie der Architekt und Direktor der kgl. preußischen Fachschule für Metallindustrie in Iserlohn Julius Lasius (* 1873).

## Auszeichnungen
Die Universität Zürich verlieh Lasius 1905 die Ehrendoktorwürde.

## Werke (Auswahl)

### Bauten in Zürich
| 1864–1866 | Gesellschaftshaus der Schildner zum Schneggen Limmatquai 64/66, Zürich (gemeinsam mit Leonhard Zeugheer)                                                                  |
| 1872–1874 | Bankgebäude für die Bank in Zürich sog. Meisenbank Sitz der Schweizerischen Nationalbank (1906–1922), seit 1924 Sitz des Bankhauses Julius Bär, Bahnhofstrasse 36, Zürich |
| 1876      | Professorenhäuser Marienhöhe und Auf der Hoeh’, mit eigenem Wohnhaus von Lasius Freiestrasse 134 und 138, Zürich                                                          |
| 1884–1885 | Atelierhaus für Arnold Böcklin Böcklinstrasse 17, Zürich-Hirslanden |
| 1884–1886 | ETH-Chemiegebäude Universitätstrasse 6, Zürich (gemeinsam mit Alfred Friedrich Bluntschli)                                                                                |
| 1886–1888 | Landhaus zum Lettenhof – abgerissen 1967 erbaut für die Familie Mousson Okenstrasse 4, Zürich                                                                             |
| 1887–1890 | ETH-Physikgebäude – abgerissen 1977 Gloriastrasse 35, Zürich (gemeinsam mit Alfred Friedrich Bluntschli)                                                                  |
| 1897–1898 | Wohnhaus/Praxis für den Stadtarzt Hermann Schulthess, seit 1918 Clubhaus Psychologischer Club Zürich (C.G. Jung), Gemeindestrasse 27, Zürich                              |

Lasius-Bauten in Zürich
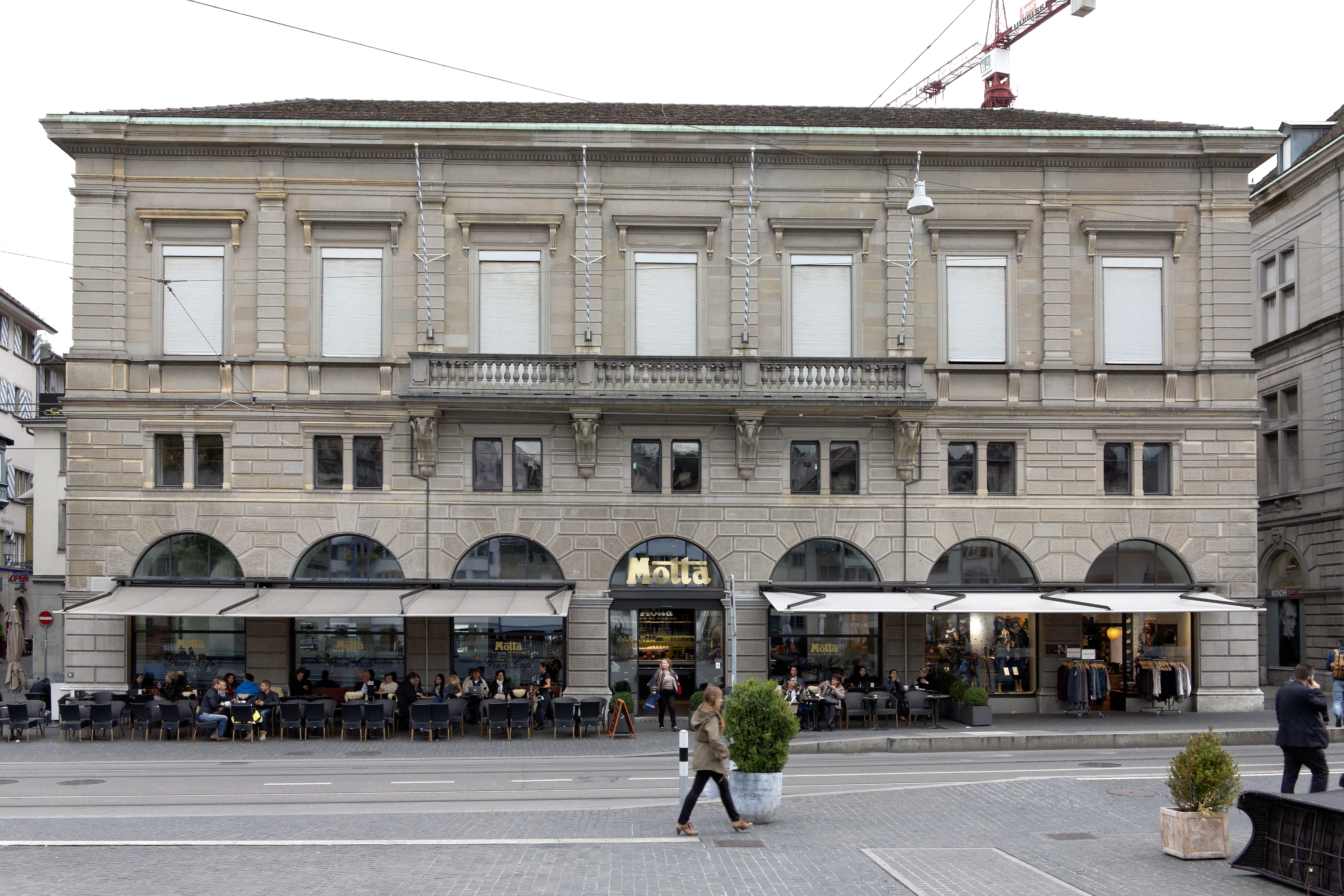
Gesellschaftshaus der Schildner zum Schneggen
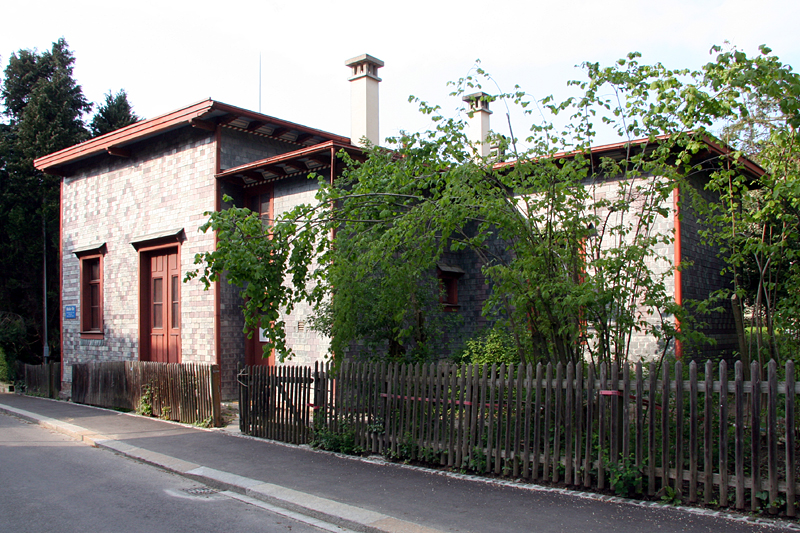
Atelierhaus von Arnold Böcklin in Zürich-Hirslanden

### Schriften
- Die Baukunst in ihrer chronologischen und konstruktiven Entwicklung. Darmstadt 1863–1868. (13 Lieferungen)
- Warmluftheizung mit continuirlicher Feuerung. In: Die Eisenbahn / Le chemin de fer, Bd. XI, 1880, Nr. 25 vom 20. Dezember 1879, S. 145–148 (Digitalisat) und Nr. 26 vom 27. Dezember 1879, S. 151–153. (Digitalisat)
- Bau eines eidgenössischen Parlaments- und Verwaltungsgebäude in Bern. Zürcher & Furrer, Zürich 1885. (Google Books)
- (mit Alfred Friedrich Bluntschli): Der neue Physikbau für das eidgenössische Polytechnikum zu Zürich. In: Schweizerische Bauzeitung, Band X, 1887, Heft 2, S. 9 (Digitalisat); Heft 4, S. 23–24 (Digitalisat).